# A Shadow in Time
A Shadow in Time é um álbum de estúdio do compositor vanguardista William Basinski. Foi lançado em 20 de janeiro de 2017, pela 2062 Records e Temporary Residence Limited.

## Conceito
"For David Robert Jones" foi originalmente encomendada pela galeria Volume, de Los Angeles, algumas semanas após o falecimento de David Bowie para uma performance.
A Shadow in Time foi performado pela primeira vez por Basinski na Union Chapel em Londres, Inglaterra em 23 de fevereiro de 2016.

## Arte do álbum
A arte do álbum, cortesia de James Elaine, um fotografo da artista chinesa Deng Tai. A fotografia faz parte de uma coleção de fotografias exibidias na Telescope Gallery em Beijing. A fotografia é de um homem Chinês quase nu segurando um tecido de cetim laranja sangue e utilizando maquiagem similar às de estrelas da ópera chinesa. Batida em uma rua em Beijing, a foto é desfigurada por um motion blur.

## Música
"Me lembrou de "Subterraneans" do lado B de Low, desde então, se tornou meu elegia para David Bowie. Ela quase invoca um funeral estilo Nova Orleans para mim de uma estranha maneira."

—William Basinski, Fact
A primeira faixa do álbum, "For David Robert Jones," é um tributo fúnebre ao músico britânico David Bowie, falecido em 10 de janeiro de 2016. Aos seis minutos, um saxofone pode ser ouvido, no qual Basinski reconhece como uma alusão ao álbum Low de Bowie. A canção foi formada por tape loops "que foram mastigadas pelo colega de quarto de Basinski, seu gato, em Nova Iorque."
A faixa título, "A Shadow in Time," é uma faixa mais confortável em comparação. Contém Basinski utilizando um sintetizador Voyetra-8, cujo ele utilizou pela última vez em seu álbum Watermusic de 2001. A Boomkat descreveu a composição como uma "montagem cativante de drones lamentosos e melodias esquisitas."
Basinski descreveu o álbum A Shadow in Time no Festival Novas Frequências na Igreja Nossa Senhora do Carmo da Lapa do Desterro dizendo: "Começaremos com um longo funeral estilo Nova Orleans: 'Vamos carregar o corpo ao túmulo', e em seguida iremos ao céu em uma explosão de glória."

## Recepção crítica
| Críticas profissionais | Críticas profissionais |
| Pontuações agregadas   | Pontuações agregadas   |
| Fonte                  | Avaliação              |
| ---------------------- | ---------------------- |
| Metacritic             | 84/100                 |
| Avaliações da crítica  |                        |
| Fonte                  | Avaliação              |
| AllMusic               | [ 9 ]                  |
| The A.V. Club          | B+                     |
| Drowned in Sound       | 8/10                   |
| Exclaim!               | 9/10                   |
| The Observer           | [ 13 ]                 |
| Pitchfork              | 7.9/10                 |
| PopMatters             | [ 15 ]                 |
| Slant Magazine         | [ 16 ]                 |
| Tiny Mix Tapes         | [ 17 ]                 |
| Uncut                  | 8/10                   |

A Shadow in Time recebeu aclamação por parte da crítica. No Metacritic, o álbum tem uma média de 84, baseada em 14 críticas, indicando "aclamação universal". Jonathan Wroble da Slant Magazine escreveu, "Juntas, essas duas faixas mostram que a técnica de Basinski pode fornecer uma grande variedade de resultados, algo que sua carreira já conseguiu provar sem deixar dúvidas, mas seus álbuns individuais nem sempre demonstram isso. E por mais irreconciliável que seja o conceito de escrever elogios para um álbum baseado em repetições (já que, loops, teoricamente, são designados para nunca parar), uma leitura nas entrelinhas e uma minuciosa escuta, sugerem o oposto: Assim como uma vida, especialmente uma tão cativante quanto a de David Bowie, os loops de A Shadow in Time de Basinski se encerram em finais discerníveis—mas não antes sugerindo que eles podem continuar para sempre." Paul Simpon, crítico da AllMusic, disse, "Como sempre, Basinski é um mestre em suspender tempo, e o álbum aparenta fluir mais rápido do que parece. Quando acaba, você se pergunta se você foi levado para algum lugar, ou se foi mudado de alguma forma. A única forma de achar uma resposta para essas questões é retornando."

## Lista de faixas
Todas as faixas escritas e compostas por William Basinski. 
| N.º            | Título                   | Duração |  |
| 1.             | "For David Robert Jones" | 22:59   |  |
| 2.             | "A Shadow in Time"       | 20:19   |  |
| Duração total: | Duração total:           | 43:18   |  |

## Integrantes
Créditos adaptados do encarte de A Shadow in Time.
- William Basinski – artista primário
- Preston Wendel – engenharia
- Denis Blackham – masterização
- Richard Chartier – design
- Deng Tai – fotografia